# Wilf Cude
Wilfred Reginald Cude (né le 4 juillet 1910 à Barry au pays de Galles — mort le 5 mai 1968 à Montréal, dans la province de Québec au Canada) est un gardien de but de hockey sur glace. Il a joué principalement dans la Ligue nationale de hockey, dans les années 1930.

## Biographie
Wilf Cude a été le gardien numéro un des Canadiens de Montréal pendant quatre saisons, de 1934 à 1938, et a partagé la tâche avec Claude Bourque la saison suivante. Il avait commencé sa carrière en 1930 chez les éphémères Quakers de Philadelphie, puis a été le premier gardien substitut embauché par la LNH pour jouer à la fois pour Chicago et Boston dans la même saison sans avoir été échangé
. Il passe une partie de saison à Détroit en 1934.
Le 3 novembre 1937, il participe au Match des étoiles, organisé afin de récolter de l'argent pour la famille de Howie Morenz en deuil. Il s'agit du deuxième Match des étoiles joué par la LNH et oppose une sélection de la LNH contre une sélection des meilleurs joueurs des deux équipes de Montréal : les Canadiens et les Maroons. L'équipe des vedettes de Montréal, dont les filets sont gardés par Cude, perd 5-6 contre l'équipe de la LNH mais plus de 25 000 dollars sont collectés,.

## Statistiques
| Saison     | Équipe                   | Ligue      |     | Saison régulière | Saison régulière | Saison régulière | Saison régulière | Saison régulière | Saison régulière | Saison régulière | Saison régulière | Saison régulière | Saison régulière |   | Séries éliminatoires | Séries éliminatoires | Séries éliminatoires | Séries éliminatoires | Séries éliminatoires | Séries éliminatoires | Séries éliminatoires | Séries éliminatoires | Séries éliminatoires |
| Saison     | Équipe                   | Ligue      | PJ  | V                | D                | Pr/N             | Min              | BC               | Moy              | % Arr            | Bl               | Pun              | PJ               | V | D                    | Min                  | BC                   | Moy                  | % Arr                | Bl                   | Pun                  |                      |                      |
| 1929-1930  | Millionaires de Melville | SSHL       | 20  | 13               | 6                | 1                | 1 290            | 40               | 1,86             |                  | 3                |                  | 2                | 1 | 1                    |                      | 120                  | 3                    | 1,5                  |                      | 1                    |                      |                      |
| 1930-1931  | Quakers de Philadelphie  | LNH        | 30  | 2                | 25               | 3                | 1 850            | 130              | 4,22             |                  | 1                | 0                | -                | - | -                    | -                    | -                    | -                    | -                    | -                    | -                    |                      |                      |
| 1931-1932  | Bruins de Boston         | LNH        | 2   | 1                | 1                | 0                | 120              | 6                | 3                |                  | 1                | 0                | -                | - | -                    | -                    | -                    | -                    | -                    | -                    | -                    |                      |                      |
| 1931-1932  | Black Hawks de Chicago   | LNH        | 1   | 0                | 0                | 0                | 41               | 9                | 13,17            |                  | 0                | 0                | -                | - | -                    | -                    | -                    | -                    | -                    | -                    | -                    |                      |                      |
| 1931-1932  | Stars de Syracuse        | LIH        | 1   | 0                | 0                | 1                | 70               | 1                | 0,86             |                  | 0                |                  | -                | - | -                    | -                    | -                    | -                    | -                    | -                    | -                    |                      |                      |
| 1931-1932  | Cubs de Boston           | Can-Am     | 15  | 7                | 7                | 1                | 900              | 46               | 3                |                  | 1                | 0                | -                | - | -                    | -                    | -                    | -                    | -                    | -                    | -                    |                      |                      |
| 1932-1933  | Arrows de Philadelphie   | Can-Am     | 32  | 21               | 9                | 2                | 1 950            | 64               | 1,97             |                  | 4                | 0                | 5                | 2 | 3                    |                      | 300                  | 15                   | 3                    |                      | 1                    |                      |                      |
| 1933-1934  | Canadiens de Montréal    | LNH        | 1   | 1                | 0                | 0                | 60               | 0                | 0                |                  | 1                | 0                | -                | - | -                    | -                    | -                    | -                    | -                    | -                    | -                    |                      |                      |
| 1933-1934  | Stars de Syracuse        | LIH        | 19  |                  |                  |                  | 1 140            | 39               | 2,05             |                  | 3                |                  | -                | - | -                    | -                    | -                    | -                    | -                    | -                    | -                    |                      |                      |
| 1933-1934  | Red Wings de Détroit     | LNH        | 29  | 15               | 6                | 8                | 1 860            | 47               | 1,52             |                  | 4                | 0                | 9                | 4 | 5                    |                      | 593                  | 21                   | 2,13                 |                      | 1                    |                      |                      |
| 1934-1935  | Canadiens de Montréal    | LNH        | 48  | 19               | 23               | 6                | 2 960            | 145              | 2,94             |                  | 1                | 0                | 2                | 0 | 1                    |                      | 120                  | 6                    | 3                    |                      | 0                    |                      |                      |
| 1935-1936  | Canadiens de Montréal    | LNH        | 47  | 11               | 26               | 10               | 2 940            | 122              | 2,49             |                  | 6                | 0                | -                | - | -                    | -                    | -                    | -                    | -                    | -                    | -                    |                      |                      |
| 1936-1937  | Canadiens de Montréal    | LNH        | 44  | 22               | 17               | 5                | 2 730            | 99               | 2,18             |                  | 5                | 0                | 5                | 2 | 3                    |                      | 352                  | 13                   | 2,22                 |                      | 0                    |                      |                      |
| 1937-1938  | Canadiens de Montréal    | LNH        | 47  | 18               | 17               | 12               | 2 990            | 126              | 2,53             |                  | 3                | 0                | 3                | 1 | 2                    |                      | 192                  | 11                   | 3,44                 |                      | 0                    |                      |                      |
| 1938-1939  | Canadiens de Montréal    | LNH        | 23  | 8                | 11               | 4                | 1 440            | 77               | 3,21             |                  | 2                | 0                | -                | - | -                    | -                    | -                    | -                    | -                    | -                    | -                    |                      |                      |
| 1939-1940  | Canadiens de Montréal    | LNH        | 7   | 1                | 5                | 1                | 415              | 24               | 3,47             |                  | 0                | 0                | -                | - | -                    | -                    | -                    | -                    | -                    | -                    | -                    |                      |                      |
| 1939-1940  | Eagles de New Haven      | IAHL       | 44  | 23               | 18               | 1                | 2 690            | 146              | 3,26             |                  | 3                | 0                | 3                | 1 | 2                    |                      | 180                  | 11                   | 3,44                 |                      | 0                    |                      |                      |
| 1940-1941  | Canadiens de Montréal    | LNH        | 3   | 2                | 1                | 0                | 180              | 13               | 4,33             |                  | 0                | 0                | -                | - | -                    | -                    | -                    | -                    | -                    | -                    | -                    |                      |                      |
| Totaux LNH | Totaux LNH               | Totaux LNH | 282 | 100              | 132              | 49               | 17 586           | 798              | 2,72             |                  | 24               | 0                | 19               | 7 | 11                   |                      | 1 256                | 51                   | 2,44                 |                      | 1                    |                      |                      |

## Transaction en carrière
- Le 18 février 1930 : signe avec les Pirates de Pittsburgh.
- Le 18 octobre 1930 : transfert de la concession des Pirates de Pittsburgh pour devenir des Quakers de Philadelphie.
- Le 27 septembre 1931 : devient gardien substitut de la LNH pour la saison 1931-1932 au retrait de la concession des Quakers de Philadelphie.
- Le 5 février 1932 : prêté aux Bruins de Boston par la LNH.
- Le 21 mars 1932 : prêté aux Black Hawks de Chicago par la LNH.
- Le 19 octobre 1933 : droits vendus aux Canadiens de Montréal par les Quakers de Philadelphie.
- Le 2 janvier 1934 : prêté aux Red Wings de Détroit par les Canadiens de Montréal. Il revient à Montréal au terme de la saison.

## Trophées et honneurs
- Ligue nationale de hockey
  - 1935-1936 : gardien de but de la seconde équipe d'étoiles
  - 1936-1937 : gardien de but de la seconde équipe d'étoiles
  - Match des étoiles en 1937-1938, 1939-1940.
- Manitoba
  - Membre honoraire du temple de la renommée du hockey du Manitoba[8]